# Cleveland Abbe, Jr.
Cleveland Abbe, Jr. (25/03/1872 – 19/04/1934) là một nhà địa lý học người Mỹ.

## Tiểu sử
Ông sinh ra tại Washington, D.C.vào ngày 25 tháng 03 năm 1872. Ông đã từng tốt nghiệp Đại học Harvard vào năm 1894. Ông học hệ sau đại học tại Đại học Johns Hopkins, nhận bằng Tiến sĩ vào năm 1898. Từ năm 1901 đến năm 1903 ông học địa lý tại Đại học Hoàng gia, Vienna.
Sau đó, ông đã từng làm nhiều nghề khác nhau tại nhiều nơi ở miền đông nước Mỹ. Ông làm phó biên tập tạp chí Monthly Weather Review từ năm 1908 đến năm 1910, sau đó trở thành thủ thư tại Cục Thời tiết Hoa Kỳ. Ông bị thải hồi khỏi vị trí chính quyền vào năm 1918 vì "ủng hộ chính phủ Đế quốc Đức", một lời buộc tội mà ông đã "kịch liệt từ chối".
Ông qua đời vì bệnh tim tại Ithaca, New York vào ngày 19 tháng 04 năm 1934, hưởng thọ 62 tuổi.